# Ladrones de trenes
Ladrones de trenes es una película de western estadounidense de 1973 escrita y dirigida por Burt Kennedy. Está protagonizada por John Wayne y Ann-Margret.

## Argumento
La señora Lowe (Ann-Margret) quiere recuperar el medio millón de dólares en oro que su difunto marido robó durante el asalto a un tren. Lane (John Wayne), atraído por la recompensa que ofrece de 50.000 dólares, decide ayudarla. Para este trabajo contará con la colaboración de algunos viejos amigos. Pero no estarán solos, porque los compañeros del difunto marido de la señora Lowe intentarán conseguir el oro a toda costa, seguidos muy de cerca por un agente de la Pinkerton...

## Reparto
- John Wayne: Lane
- Ann-Margret: señora Lowe
- Rod Taylor: Grady
- Ben Johnson: Jesse
- Christopher George: Calhoun
- Bobby Vinton: Ben Young
- Jerry Gatlin: Sam Turner
- Ricardo Montalbán: agente de la Pinkerton